# 오산 궐리사 성적도
오산 궐리사 성적도(烏山 闕里祠 聖蹟圖)는 대한민국 경기도 오산시 궐동에 있는, 대한제국시대의 목판이다. 1974년 9월 26일 경기도의 유형문화재 제62호로 지정되었다.

## 개요
이 그림은 공자의 생애를 그림으로 새긴 목판으로, 공자의 76대손인 한국인 공재헌이 1904년 중국 산동성에 가서 구한 것을 본떠 만들었다. 하지만 이것을 간행한 이유는 정확히 알 수가 없다.
목판은 피나무로 되어 있고 모두 60장인데, 크기는 가로 70cm, 세로 32cm이다.
또한 이것을 보관하고 있는 궐리사(공자를 모신 사당)는 우리나라에서 오산과 노성 2곳 밖에는 없다. 오산 궐리사는 정조 16년(1792)에 착공하여 그 다음해에 완성하였는데, 이 곳은 중종 때 문신이자 공자의 64대손인 공서린이 서재를 세워 후학을 가르치던 곳으로 정조가 사당을 지어 공자의 영정을 모시게 했다. 이에 정조는 친히 궐리사라는 현판을 친히 썼을 정도로 관심을 보였다.

## 같이 보기
- 오산 궐리사

## 참고 자료
- 궐리사성적도 - 국가유산청 국가유산포털